# Falschrückweisungsrate
Die Falschrückweisungsrate oder FRR (auch false rejection rate, selten false rejection ratio) ist ein Begriff der Biometrie. Er beschreibt die Häufigkeit, mit der Personen irrtümlich durch ein Biometriesystem zurückgewiesen werden, obwohl sie ein Zugriffsrecht bzw. eine Zugangsberechtigung haben.
Eine kleine FRR von z. B. 1/1000 sagt aus, dass von 1000 berechtigten Zugangsversuchen im statistischen Mittel nur einer fälschlicherweise abgewiesen wird. Die betreffende biometrische Identifizierung kann damit als relativ zuverlässig bezeichnet werden.
Die false non-match rate (FNMR) wird oft synonym verwendet. Bei ihrer Berechnung werden jedoch Zugangsversuche, die z. B. aufgrund schlechter Bildqualität von vornherein scheitern, nicht berücksichtigt.
Die FRR ist ein Komfortmerkmal. Eine irrtümliche Zurückweisung ist lediglich lästig, aber nicht sicherheitsrelevant.
Im Zusammenhang dazu steht als Sicherheitsmerkmal immer die Falschakzeptanzrate (FAR).